# Гунхільда Свейнсдоттір
Гунхільда Свейнсдоттір (швед. Gunhild, Guda, Gyda; традиційно померла в Ґудхемі, Вестерйотланд, Швеція, близько 1060) — згідно з традиційною думкою, королева-дружина королів Анунда III Якоба Шведського та Свейна II Данського. Однак джерела настільки розпливчасті, що кілька сучасних істориків стверджують, що насправді було дві королеви з цим ім’ям, у Швеції та Данії відповідно. Іноді її називають Гуде або Гірідже, але це, ймовірно, через плутанину з її дочкою Гідою, яка також відома під іменем матері Гуннхільд.

## Епоха
Згідно з «Heimskringla» Сноррі Стурлусона (близько 1230 р.) і сагою «Книтлінга» (1250-ті рр.), вона була дитиною норвезького ярла Свейна Гоконссона та Голмфріди, дочки (або сестри) короля Улофа III Шетконунга та сестри (або племінниці короля) Емунда Старого. Сестра Гуннхільди Сігрід була одружена з вельможею Аслаком Ерлінгсоном в Ядерені.

## Королева Швеції
Свейн Гоконссон утримував частину Норвегії як феодальне володіння під керівництвом Улофа Шетконунга. У 1015 році він зазнав поразки від претендента Олафа Гаральдссона (Олафа Святого) і був змушений разом зі своєю родиною втекти до Швеції. З майже тогочасної хроніки Адама Бременського відомо, що одна Гуннхільда вийшла заміж за сина Улофа Шетконунга і наступника короля Анунда Якоба (1022–бл. 1050) у невідому дату. Інформація знайдена в схоліоні, де сказано: «Гунхільдр, вдова Анунда, не та сама людина, що Гіда, якого вбила Тора». Школіон посилається на уривок з основного тексту Адама, який описує, як Гунхільда проживала у Швеції в бл. 1056 р., після того, як закінчився її шлюб зі Свенном II Данським. На основі цього запису було звичайним у давніх історичних текстах ототожнювати між собою шведську та данську королеву Гунхільдр. Це заперечує історик Стуре Болін, який, ґрунтуючись на уважному читанні тексту Адама, вважає їх двома різними особами, з яких данська королева була дочкою Свейна Гоконссона. Двоє пізніших вчених, Торе Ніберг і Карл Галленкройц, припустили, що Гунхільдр насправді могла бути одруженою з Анундом Якобом і Свейнном II.
Сучасні джерела не згадують жодних дітей Гунхільдри та Анунда Якоба. Однак пізніший данський хроніст Саксон Грамматик й ісландські літописи говорять, що «шведський король», як і раніше, Анунд Якоб, мав дочку, на ім'я Гіда, яку іноді також звали Гуда або Гуннхільд. Можливо, Гіда була дочкою Анунда від іншої жінки, а Гуннхільд була її мачухою. Однак і Саксон, і ісландські літописи є пізніми джерелами, і інформація про походження Гіди може в кінцевому підсумку сходить до неправильного тлумачення тексту Адама Бременського. За словами Адама, Гіда була одружена з королем Данії Свейнном II, який провів деякий час при шведському дворі під час свого політичного вигнання з Данії приблизно в 1047 році. Однак незабаром вона померла в 1048/49 р., нібито отруєна наложницею Свейнна Торою.

## Королева Данії
Король Анунд Яків помер в бл. 1050. Якщо дві Гунхільди були справді однією і тією ж особою, то вдова королева поїхала до Данії і вийшла заміж за вдівця своєї (пасербиці), її колишнього зятя, короля Данії Свенна Естрідссона. Згідно з Annales Lundensis шлюб був укладений у 1052 році. Як цитує Адама Бременського: «Коли все пішло добре для нього, він незабаром забув про небесного царя і привів собі за дружину родичку зі Швеції. Архієпископ [Гамбург-Бременський] був дуже незадоволений цим». У подружжя народився син Свейнн, але шлюб тривав недовго; Церква вважала шлюб незаконним, оскільки вони були занадто близькими – або тому, що були двоюрідними сестрами, або тому, що Свейнн був одружений з її дочкою – і їм загрожувала відлучення, якщо вони не розлучилися. Спочатку Свейнн був розлючений і погрожував спустошити Гамбурзьке архієпископство, але архієпископ наполягав на своїй вимозі. Коли нарешті Папа Лев IX надіслав письмовий запит, Свейнн знайшов причину поступитися і дав своїй королеві лист про розлучення. Таким чином Гунхільд була змушена повернутися до Швеції, в бл. 1051/52. Шлюб Гунхільд та її дочки зі Свейнном також плутали один з одним у пізнішій історіографії.

## Пізніше життя
Після свого мимовільного розлучення Гунхільд повернулася до своїх маєтків у Швеції, можливо, у Вестерґетланд. Адам Бременський називає її Sanctissima й описує її гостинність до єпископа-місіонера Адальварда, якого король Емунд Старий відвернув від тінґа. Адам розповідає, що Адальварда супроводжував до резиденції королеви гірською місцевістю родич короля Стенкіл, можливо, з долини Меларен до Вестерґетланда. Вона присвячувала свій час «гостинності та іншій благочестивій роботі».
Більше про Гунхільд із сучасних джерел нічого не відомо. Згідно з неперевіреною хронікою Йоханнеса Магнуса XVI століття, вона провела решту днів у благочестивому покаянні за свої гріхи та релігійні вчинки. У літописі повідомляється, що вона заснувала майстерню з виготовлення текстилю та звичаїв для канцелярського користування. Найвідомішою її роботою була хорова сукня, яку вона пошила для собору Роскілле. За словами Йоханнеса Магнуса, вона заснувала монастир абатства Гудхем у середині XI століття. Насправді ж цей монастир був заснований рівно через сто років (у 1152 році). Легенда про монастир могла виникнути тому, що вона та її жінки жили ізольованим релігійним життям, створюючи церковні шати у своїх маєтках, одним із яких міг бути Ґудхем. За переказами, вона померла в Ґудхемі, де вона «показала стільки чесноти» під час своєї невдачі, і була похована під надгробком, сформованим за її подобою.
Роки її народження та смерті невідомі, але вона пережила свого першого чоловіка (1050 р. н. е.) і жила під час правління шведського короля Емунда Старого (правління бл. 1050–1060 рр.). Тому вона померла близько 1060 року або пізніше.